# Antonino Valsecchi
Padre Antonino Valsecchi, al secolo Antonio Valsecchi, latinizzato come Antoninus Valsecchius (Verona, 25 dicembre 1708 – Padova, 15 marzo 1791), è stato un teologo, predicatore e religioso italiano dell'Ordine dei frati predicatori.
Illustre predicatore e apologeta, fu per oltre un trentennio professore di teologia all'Università di Padova.

## Biografia
Antonio Valsecchi nacque nel 1708 a Verona da Giordano Valsecchi ed Elisabetta Orgiana. Dopo i primi studi letterari entrò nell'Ordine dei frati predicatori prendendo i voti nel 1726 col nome di fra' Antonino. Dopo avere studiato filosofia e teologia nel convento del Santissimo Rosario alle Zattere in Venezia, divenne lettore di filosofia, ma ben presto si dedicò alla predicazione, attività che lo impegnò nel corso degli anni quaranta in molte città italiane e per la quale divenne noto. Nel 1757, pur riluttante ad accettare, fu chiamato dal procuratore di San Marco (poi doge) Alvise Mocenigo a ricoprire presso l'università di Padova da poco riformata la cattedra di teologia, che occupò per il resto della sua vita.
Nel corso del suo soggiorno padovano scrisse la maggior parte delle proprie opere, che ebbero successo tanto da venire pubblicate anche durante il secolo successivo e tradotte in più lingue. Nel 1760 divenne membro dell'Accademia dei Ricovrati. Non si occupò solamente di commentare la Summa ma anche delle critiche alla religione e al cristianesimo degli ambienti razionalisti e illuministi, venendo riconosciuto tra i maggiori apologeti del secolo.
Morì nel 1791 a Padova, venendo sepolto nel chiostro del convento di Sant'Agostino.

## Opere
- Orazione in morte di Apostolo Zeno, poeta e storico cesareo, Venezia, Simone Occhi, 1750; Milano 1751.
- (LA)  Oratio ad theologiam, Padova, 1758.
- Dei fondamenti della religione e dei fonti dell'empietà, in 3 libri, Padova, 1765 (più volte ristampato e tradotto).
  - (ES)  De las fuentes de la impiedad, 1777.
  - (EN)  Of the Foundations of Religion, and the Fountains of Impiety, 1800.
- La religion vincitrice, 2 voll., Padova 1776, 1779.
- La verità della Chiesa cattolica romana dimostrata e difesa, Padova, 1787.
- Panegirici e discorsi, Bassano 1792 (postumo).
- Prediche quaresimali, Venezia, 1792 (postumo).
- (LA)  Praelectiones theologicae, Padova, 1805 (postumo).
- Ritratti o vite letterarie e paralleli di G.J. Rousseau, e del sig. di Voltaire, di Obbes, e di Spinosa, e vita di Pietro Bayle, Venezia, 1816 (incompiuto, pubblicato postumo).